# Greenidea anonae
Greenidea anonae är en insektsart som först beskrevs av Theodore Pergande 1906.  Greenidea anonae ingår i släktet Greenidea och familjen långrörsbladlöss. Inga underarter finns listade i Catalogue of Life.